# سیارک ۴۵۰۹
سیارک ۴۵۰۹ (به انگلیسی: 4509 Gorbatskij، نامگذاری:A917SG) چهار هزار و پانصد و نهمین سیارک کشف شده‌است که در ۲۳ سپتامبر ۱۹۱۷ و در رصدخانه سایمیز کشف شد.
قدر مطلق سیارک برابر ۱۲٫۳۰ است.